# Orario ferroviario

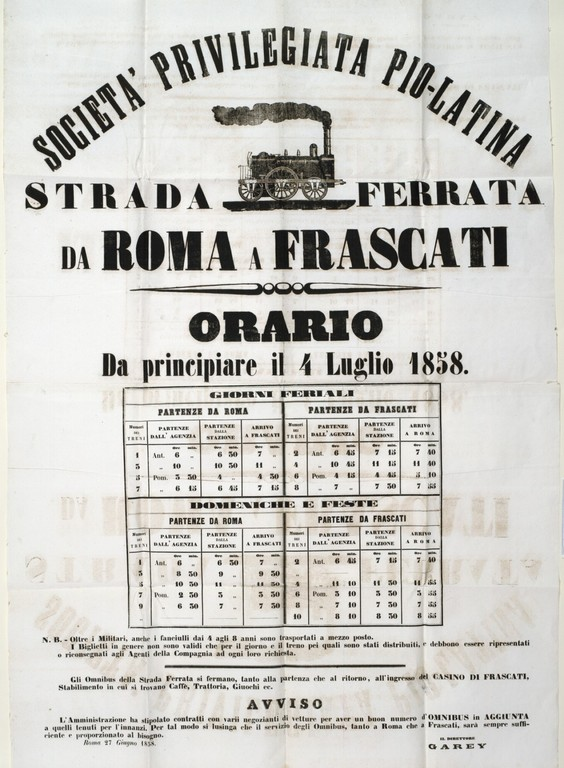
Orario della ferrovia Roma-Frascati della Società privilegiata Pio-latina, articolato in giorni feriali, domeniche e festivi, 1858.

L'orario ferroviario è una lista che reca i tempi di passaggio di ogni treno da determinate località, normalmente stazioni intermedie, sulla tratta dalla stazione di partenza a quella di arrivo.
La rappresentazione grafica di questi tempi di passaggio viene chiamata orario grafico.

## Specificità
Si distingue tra orario di servizio, usato solo internamente del personale della società ferroviaria, che segnala dettagliatamente gli orari di passaggio in determinati punti e tutte le indicazioni accessorie, e orario del trasporto pubblico, consultabile da chiunque, che segnala gli orari di arrivo e partenza di ogni treno dalle stazioni in cui effettua fermata per servizio pubblico.
I due tipi di orari non coincidono perfettamente; date le differenti finalità piccole differenze tra i due sono necessarie per la corretta esecuzione del servizio.
Un orario non è semplice da creare, e per poter garantire buone qualità di coincidenze e stabilità ai ritardi occorrono esperienza e buone conoscenze teoriche di ottimizzazione (studiate ad esempio dall'ingegneria dei trasporti e dall'ingegneria gestionale).
Un orario può essere creato con delle caratteristiche specifiche, come per esempio l'orario cadenzato, che ne rendono più semplice l'utilizzo da parte dei passeggeri.